# 佩赫蒂伊
49°52′36″N 27°0′9″E / 49.87667°N 27.00250°E
佩赫蒂伊（烏克蘭語：Пихтії）是位於烏克蘭西部的村莊，由赫梅利尼茨基州裡赫梅利尼茨基區的舊康斯坦丁尼夫市鎮負責管轄。該村始建於1528年，面積0.75平方公里，海拔高度290米，2001年人口182, 现在年人口90。